# Surrey-Sud—White Rock—Langley
Pour les articles homonymes, voir Surrey, White Rock et Langley.
Surrey-Sud—White Rock—South Langley est une ancienne circonscription électorale fédérale de la Colombie-Britannique, représentée de 1997 à 2004.
La circonscription de Surrey-Sud—White Rock—Langley est créée en 1996 avec des parties de Fraser Valley-Ouest et de Surrey—White Rock—South Langley. Abolie en 2003, elle est redistribuée parmi Langley et Surrey-Sud—White Rock—Cloverdale.

## Géographie
En 1996, la circonscription de Surrey-Sud—White Rock—Langley comprenait:
- La ville de White Rock
- La ville de Langley
- La ville de Surrey
- La portion sud du canton de Langley

## Député
1. 1997-2004 — Val Meredith, PR, AC & PCC

- AC = Alliance canadienne
- PCC = Parti conservateur du Canada
- PR = Parti réformiste du Canada